# Karl-Otto Ambronn
Karl-Otto Ambronn (* 1939 in Salzberg, Bayern) ist ein deutscher Archivar und Heimatforscher.

## Ausbildung
Nach dem Besuch der Volksschule und des Realgymnasiums machte Ambronn 1958 Abitur. Danach studierte er bis 1965 an der Ludwig-Maximilians-Universität München. Sein Studium umfasste die Rechtswissenschaft, die Geschichtswissenschaft, speziell die Geschichte Bayerns und die Historischen Hilfswissenschaften. Nach dem Studium erwarb er durch eine Ausbildung für den höheren Archivdienst an der Bayerischen Archivschule in München weitere Kenntnisse.
Ambronn promovierte 1969 an der Ludwig-Maximilians-Universität München mit einer Arbeit zum Thema Verwaltung, Kanzlei und Urkundenwesen der Reichsstadt Regensburg im 13. Jahrhundert.

## Beruf
Ambronn war ab 1968 als Archivrat, dann als Archivoberrat tätig. Er arbeitete zunächst am Bayerischen Hauptstaatsarchiv, dann am Staatsarchiv Landshut. 1976 wechselte Ambronn zum Staatsarchiv Amberg. Dieses Archiv leitete er bis zu seiner Pensionierung im Jahr 2004.

## Bedeutung
Ambronn veröffentlichte zahlreiche Beiträge zur Geschichte der Oberpfalz, die bis heute viel zitiert werden. Er beteiligte sich an der Geschichte von Berchtesgaden mit größeren Beiträgen. Auch nachdem Ambronn im Ruhestand war, verfasste er noch viele Werke, darunter das zweibändige Biographische Lexikon des Berchtesgadener Landes und eine Gemeindechronik von Kümmersbruck, zusammen mit Achim Fuchs, für die den beiden Autoren die Silberne Bürgermedaille Kümmersbruck verliehen wurde.

## Werke (Auswahl)
- Die Herren von Kümmersbruck: eine oberpfälzische Adelsfamilie aus Kümmersbruck im hohen und späten Mittelalter zusammen mit Roland Strehl, Kümmersbruck, 2022
- Archivalien des Staatsarchivs Amberg zur Geschichte der Beziehungen zwischen Böhmen und der Oberpfalz, 2016, in Verhandlungen des Historischen Vereins für Oberpfalz und Regensburg online
- Biographisches Lexikon des Berchtesgadener Landes, Plenk, 2016, Band 1: ISBN 978-3944501406, Band 2: ISBN 978-3944501420
- Bemerkungen zu den Anfängen des Hansgrafenamtes in Regensburg, 2016, in Verhandlungen des Historischen Vereins für Oberpfalz und Regensburg online
- Die kurpfälzische Freibehausung in Regensburg. Ein Beitrag zur Geschichte der Beziehungen zwischen der Kurpfalz und der Reichsstadt Regensburg, 2016, in Verhandlungen des Historischen Vereins für Oberpfalz und Regensburg online
- Geschichte der Gemeinde Kümmersbruck als Herausgeber, Kümmersbruck, 2007
- Das Fürstentum der Oberen Pfalz: Ein wittelsbachisches Territorium im Alten Reich. Zusammen mit Maria R Sagstetter, Rudolf Fritsch, Achim Fuchs, Reinhard Heydenreuter, Erwin Stoiber, Hermann Rumschöttel, Generaldirektion der staatlichen Archive Bayerns, 2004, ISBN 978-3921635803.
- Staatsarchiv Amberg, Generaldirektion der Staatlichen Archive Bayerns, München 2003, ISBN 9783921635728
- Vom mittelalterlichen Briefgewölbe zum modernen Staatsarchiv zusammen mit Rudolf Fritsch, Generaldirektion der Staatlichen Archive Bayerns, München 2003, ISBN 978-3921635742
- Ein "Registrum der Juden verschribungen" aus der Neumarkter Kanzlei Pfalzgraf Ottos II.: ein Beitrag zur Geschichte der Juden im Neumarkter Herzogtum, verbunden mit allgemeinen Beobachtungen zur Registerführung der Neumarkter Kanzlei und zur Verwaltungsorganisation des Herzogtums in Jahresbericht des Historischen Vereins für Neumarkt i.d. Opf. und Umgebung, Neumarkt, Opf., 23 (2002), S. 43–61, 1431–1232
- Die Oberpfalz in alten Ansichten: Eine Ausstellung handgezeichneter Karten des Staatsarchivs Amberg zusammen mit  Achim Fuchs, Walter Jaroschka, Generaldirektion der staatlichen Archive Bayerns, 1988, ISBN 978-3921635124
- Amberg und die oberpfälzischen Landstände bis zu ihrer Auflösung 1628 in: Amberg 1034–1984. Aus 1000 Jahren Stadtgeschichte. Ausstellung des Staatsarchivs Amberg und der Stadt Amberg in den Rathaussälen zu Amberg aus Anlaß der 950-Jahrfeier der Stadt Amberg, Amberg, 7.–29. Juli 1984 (Ausstellungskataloge der Staatlichen Archive Bayerns 18), Amberg 1984, S. 75–909, ISBN 3-924707-00-6
- Ambergs Handel bis zum Ende des 18. Jahrhunderts in: Amberg 1034–1984. Aus 1000 Jahren Stadtgeschichte. Ausstellung des Staatsarchivs Amberg und der Stadt Amberg in den Rathaussälen zu Amberg aus Anlaß der 950-Jahrfeier der Stadt Amberg, Amberg, 7.–29. Juli 1984 (Ausstellungskataloge der Staatlichen Archive Bayerns 18), Amberg 1984, S. 237–254, ISBN 3-924707-00-6
- Liste der Amberger Bürgermeister, Stadtschreiber und Stadtsyndici zusammen mit Heinrich Wanderwitz in: Amberg 1034–1984. Aus 1000 Jahren Stadtgeschichte. Ausstellung des Staatsarchivs Amberg und der Stadt Amberg in den Rathaussälen zu Amberg aus Anlaß der 950-Jahrfeier der Stadt Amberg, Amberg, 7.–29. Juli 1984 (Ausstellungskataloge der Staatlichen Archive Bayerns 18), Amberg 1984, S. 407–420, ISBN 3-924707-00-6
- Berchtesgadener Land, 1983, Schnell & Steiner, ISBN 9783795408350
- Kurpfalz und Oberpfalz zusammen mit Otto Schmidt in der Reihe: Beiträge zur Geschichte und Landeskunde der Oberpfalz Heft 23, Pustet Verlag, Regensburg, 1982
- Historischer Atlas von Bayern, Teil Altbayern. Reihe II, Heft 3, Landsassen und Landsassengüter des Fürstentums der Oberen Pfalz im 16. Jahrhundert München 1982, ISBN 3-7696-9932-7
- Verwaltung, Kanzlei und Urkundenwesen der Reichsstadt Regensburg im 13. Jahrhundert ,  1968, Verlag Michael Laßleben, ISBN 9783784744063